# Congénito
El término congénito hace alusión a cualquier rasgo o identidad presente en el nacimiento adquirido durante el desarrollo intrauterino. Puede ser resultado de un factor hereditario, físico (por ejemplo, radiación X), químico (por ejemplo, fármacos o sustancias tóxicas) o infeccioso (por ejemplo, infecciones virales - rubéola congénita, entre otras). Ejemplos de esto pueden ser enfermedades como malformaciones en las extremidades (causadas por fármacos teratogénicos usados durante el periodo fetal temprano), retraso mental radioinducido (causado por radiaciones en el periodo fetal tardío) y ceguera (causada por rubéola contraída en el primer trimestre de gestación).